# Tamayazo
Tamayazo es el nombre periodístico por el que se conoce a la votación celebrada el 30 de junio de 2003 en la Asamblea de Madrid, en que dos parlamentarios electos del PSOE, Eduardo Tamayo y María Teresa Sáez Laguna, impidieron con su abstención en la segunda votación de investidura la elección de Rafael Simancas como nuevo presidente de la Comunidad de Madrid. Este caso de transfuguismo, a la postre, acabaría obligando a repetir las elecciones en octubre de ese mismo año, tras las que Esperanza Aguirre (PP) se convirtió en nueva presidenta autonómica.

## Sucesos tras las elecciones autonómicas de 2003
En las elecciones autonómicas de la Comunidad de Madrid del 25 de mayo de 2003 el PP obtuvo 55 diputados, el PSOE 47 diputados e Izquierda Unida 9. PSOE e IU sumaban mayoría absoluta con 56 diputados, y los dos partidos de izquierda alcanzaron rápidamente un acuerdo para que Rafael Simancas (PSOE) relevase a Alberto Ruiz-Gallardón como nuevo presidente regional, propiciando un cambio de gobierno en la región.
El 10 de junio, día en que se constituía la cámara regional, dos parlamentarios del PSOE (Eduardo Tamayo y María Teresa Sáez), se ausentaron de la Asamblea de Madrid y el PP, con mayoría simple ese día, eligió a Concepción Dancausa (PP) como presidenta de la Asamblea de Madrid, con 55 votos a favor, 54 en contra y 2 ausencias. Lo ocurrido fue calificado inmediatamente de escándalo político, debido a las acusaciones de transfuguismo y corrupción contra los dos diputados socialistas ausentes.
El PP tenía en ese momento la presidencia de la Asamblea de Madrid, pero no la Presidencia de la Comunidad de Madrid, que habría aún de dilucidarse.
Tras la constitución de la Cámara regional, y tal y como manda el Estatuto de Autonomía de Madrid, la presidenta del Parlamento regional inició inmediatamente una ronda de consultas con PP, PSOE e IU, a los efectos de proponer un candidato a la Presidencia de la Comunidad. Celebrada dicha ronda, se constató que Rafael Simancas (PSOE) era el único con probabilidades reales de ser investido, ya que contaba con el apoyo del PSOE y de IU.
En la sesión de investidura celebrada los días 27 y 28 de junio, Rafael Simancas fue rechazado como presidente por 54 votos a favor, 55 en contra y 2 abstenciones. Idéntico resultado se repitió en la segunda votación, el 30 de junio, lo que llevó a la convocatoria de unas nuevas elecciones autonómicas el 26 de octubre de 2003, en las que el Partido Popular consiguió mayoría absoluta con 57 escaños, frente a los 45 del Partido Socialista Obrero Español y los 9 de Izquierda Unida. El PP consiguió finalmente que Esperanza Aguirre fuese la presidenta de la Comunidad de Madrid en noviembre, en la VII Legislatura, en sustitución de Ruiz-Gallardón, anterior presidente de la comunidad y que llevaba simultaneando su cargo de alcalde de Madrid con la presidencia regional en funciones durante 5 meses.

## Escándalo e investigación
Desde el principio, el PSOE afirmó que los dos diputados habrían recibido dinero de una trama inmobiliaria y urbanística con el objetivo de beneficiar al PP. El Partido Popular por su parte achacó la ausencia a un problema interno entre distintas corrientes del PSOE. Tamayo, por su parte, afirmó en repetidas ocasiones estar en contra de un pacto con IU, negando las acusaciones de corrupción.
Durante gran parte del verano de 2003, tuvo lugar una comisión de investigación para examinar la hipotética relación de Tamayo y Sáez con el PP o con las constructoras.
Tanto el PSOE como el PP han procurado evitar el tema, y el caso fue apartado del debate político tras los segundos comicios.
Mariano Fernández Bermejo, quien fue ministro de Justicia del Gobierno de José Luis Rodríguez Zapatero, declaró durante la campaña electoral de 2007 que la investigación judicial respecto al caso fue bloqueada por el fiscal general del Estado, Jesús Cardenal, nombrado por el gobierno de José María Aznar, sin que se retomase tras la ascensión del PSOE al poder.

## Tamayo y Sáez
El 23 de junio de 2003, Tamayo y Sáez tomaron posesión de sus actas de diputados y pasaron a formar el Grupo Mixto.
Tamayo y Sáez fundaron un nuevo partido político llamado Nuevo Socialismo, que en la repetición de las elecciones consiguió 6221 votos y ningún escaño. Posteriormente, Eduardo Tamayo abandonó la política activa, si bien a principios de 2008 se anunció la integración de Nuevo Socialismo en el Partido Social Demócrata y el apoyo de Tamayo a este partido.
En 2008 ambos ya habían desaparecido de la vida política y social, y ya se decía que Tamayo se dedicaba a actividades urbanísticas en la sierra norte de Madrid. Tamayo trabaja como directivo de la empresa constructora Prefabricados y Obras Zarza, con proyectos en Venezuela y Guinea Ecuatorial. Sáez continuó trabajando como personal administrativo en el Hospital 12 de Octubre.

## Nuevas informaciones
En junio de 2013, el diario en línea InfoLibre publica unos documentos (que el diario afirma ser manuscritos del propio Tamayo) que sugieren un plan orquestado. Incluye nombres de la presunta trama corrupta de constructores, concesionarios y otros miembros del PSOE, situando a José Luis Balbás, líder de la corriente Renovadores por la base en el centro de la operación.
En octubre de 2018 Tamayo afirmó en una entrevista a Telemadrid que se ausentó de la votación por desavenencias con la cúpula del PSOE de Madrid y del PSOE nacional.
En mayo de 2024 se publicó 'Tamayazo. El pódcast' en RTVE Play. con la participación de los dos principales protagonistas.

## Usos posteriores del término
A partir del 12 de marzo de 2021, el término «tamayazo» volvió a usarse, por analogía, para referirse a la fallida moción de censura que presentaron el PSOE y Ciudadanos (Cs) contra el Gobierno autonómico de Murcia, en manos del PP. Tres de los seis diputados de Ciudadanos, que habían firmado la moción de censura, finalmente rompieron con su partido tras no acatar la disciplina de voto y estar en desacuerdo con la ejecutiva nacional, y pactaron con el PP a cambio de ser nombrados consejeros del ejecutivo. Los diputados fueron Isabel Franco, que mantuvo la vicepresidencia que habría perdido con la moción de censura, así como la consejería de Mujer, Igualdad, LGTBI, Familia y Política Social; Francisco Álvarez, que encabezó la cartera de Empleo, Investigación y Universidad; y Valle Miguélez, que fue nombrada consejera de Empresa, Industria y Portavocía. Los diputados tránsfugas fueron finalmente expulsados de Ciudadanos tras entrar a formar parte del gobierno del Partido Popular y, con ello, haber incumplido el Pacto Antitransfuguismo suscrito y ratificado tanto por Cs como por el PP.